# Bubnauka
Bubnauka (biał. Бубнаўка; ros. Бубновка, Bubnowka) – wieś na Białorusi, w obwodzie homelskim, w rejonie oktiabrskim, w sielsowiecie Krasnaja Słabada, u ujścia Oressy do Ptyczy.